# Marie-Anne de Deux-Ponts-Birkenfeld
Titres
Duchesse en Bavière
16 février 1799 – 4 février 1824
(24 ans, 11 mois et 19 jours)
Épouse du comte palatin de Birkenfeld à Gelnhausen
30 janvier 1780 – 16 février 1799
(1 an, 11 mois et 6 jours)
Marie Anne de Deux-Ponts-Birkenfeld à Rappolstein (née à Schwetzingen, Palatinat du Rhin, le 18 juillet 1753 et morte à Bamberg, Royaume de Bavière, le 4 février 1824) est un membre de la maison de Wittelsbach, devenue comtesse palatine de Birkenfeld-Gelnhausen (1780-1799), puis duchesse en Bavière (1799-1824) par son mariage en 1780 avec Guillaume en Bavière.
Marie Anne est une arrière-grand-mère de l'impératrice Élisabeth d'Autriche par son fils Pie-Auguste en Bavière.

## Biographie

### Famille
Marie Anne de Deux-Ponts Birkenfeld à Rappolstein (Ribeaupierre), née à Schwetzingen le 18 juillet 1753, est la seconde fille et la troisième des cinq enfants du Comte palatin Frédéric-Michel de Deux-Ponts-Birkenfeld (1724-1767) et de son épouse, la Comtesse palatine Françoise de Palatinat-Soulzbach (1724-1794), mariés en 1746.
Elle est la sœur de Charles II Auguste de Palatinat-Deux-Ponts (1746-1795), duc de Palatinat-Deux-Ponts (de 1775 à 1795), de  Maximilien Joseph (1756-1825), premier roi de Bavière en 1806 et d'Amélie de Deux-Ponts-Birkenfeld, la dernière électrice et première reine de Saxe (1752-1828).
En 1760, Françoise de Palatinat-Soulzbach, la mère de Marie Anne est bannie de la cour par son beau-frère, le duc Christian IV, pour avoir entretenu une liaison avec un acteur dont elle attendait un enfant. Tandis que les frères de Marie Anne, Charles Auguste et Maximilien Joseph, ont ensuite été accueillis par leur oncle Christian IV et sa femme, la comtesse Forbach, elle-même a été élevée dans un couvent à Nancy. Après la mort de son père en 1767, elle est confiée à sa grand-mère paternelle Caroline de Nassau-Sarrebruck, duchesse douairière de Palatinat-Zweibrücken, qui vivait au château de Bergzabern depuis 1744. À sa mort en 1774, Marie Anne est recueillie par sa tante, l'électrice Élisabeth-Auguste de Palatinat-Soulzbach (1721-1794), et demeure à la cour du Palatinat à Mannheim.

### Mariage et descendance
Marie Anne épouse Guillaume en Bavière, fils de Jean de Birkenfeld-Gelnhausen et de son épouse Sophie-Charlotte de Salm-Dhaun, le 30 janvier 1780 à Mannheim. Au printemps suivant, le couple s'installe à la résidence de Landshut.
De leur union naissent trois enfants, titrés comte et comtesse palatins de Birkenfeld à Gelnhausen puis, à partir de 1799, duc et duchesse en Bavière :
- Un fils mort-né à Landshut le 6 mai 1782 :
- Marie-Élisabeth en Bavière (Landshut 5 mai 1784 - Paris dans l'ancien 10e arrondissement 1er juin 1849), elle épouse à Paris (ancien 1er arrondissement), le 9 mars 1808 Louis Alexandre Berthier, prince et duc de Neuchâtel et Valangin, prince de Wagram (Versailles 20 novembre 1753 - Bamberg 1er juin 1815) ;
- Pie Auguste en Bavière (Landshut 1er août 1786 - Bayreuth 3 août 1837), duc en Bavière en 1837, épouse à Bruxelles, le 26 mai 1807 Amélie Louise d'Arenberg (Paris 10 avril 1789 - Bamberg 4 avril 1823), dont un fils.

### Mort et funérailles
Marie-Anne de Deux-Ponts, duchesse en Bavière, meurt à Bamberg, des suites d'une fièvre inflammatoire, le 4 février 1824, à l'âge de 70 ans. Elle est initialement inhumée en l'abbaye de Banz, puis en 1883, lors de la dissolution de la crypte familiale de Banz, à l'abbaye de Tegernsee.

## Honneur
- Dame de l'ordre de Sainte-Catherine (Empire russe).